# Âge de l'Univers
L’âge de l'Univers représente la durée écoulée depuis le Big Bang, c'est-à-dire la phase dense et chaude de l'histoire de l'univers. Ce terme ne préjuge pas que l'univers soit d'un âge fini, son état antérieur au Big Bang (s'il existe) étant au XXIe siècle impossible à théoriser car la physique moderne n'a pas de modèle pour décrire le comportement de la matière à si haute température et dans une gravité aussi intense qu'au moment du Big Bang.
Il est exprimé en temps cosmique.
L'âge de l'Univers peut s'évaluer par plusieurs méthodes plus ou moins directes, qui convergent vers une valeur de l'ordre de 14 milliards d'années. L'estimation aujourd'hui la plus précise est déduite des données du télescope spatial Planck ; en les combinant avec d'autres (celles du WMAP par exemple), on obtient un âge d'environ 13,8 milliards d'années.

## État des recherches et évaluations actuelles
En 2018, on estimait l'âge de l'univers à 13,787 ± 0,020 milliards d'années,,.

Univers de Sitter (1917), Modèle ΛCDM (CDM - Peebles 1982, Blumenthal 1984, Davis, Efstathiou, Frenk, White 1985), univers vide (après Edward Milne 1933, 1940), le modèle d'Einstein et de Sitter (1917), fermé i.e. Statique univers d'Einstein.

En 2020, une étude de l'Université de Cornell, publiée dans Journal of Cosmology and Astroparticle Physics (en), fournit une nouvelle estimation de 13,77 ± 0,040 milliards d'années.

## Définition et ordre de grandeur
L'âge de l'Univers est exprimé en temps cosmologique. La relativité restreinte indique que la mesure d'une durée dépend de la trajectoire suivie par la personne mesurant cette durée. Pour préciser ce que l'on entend par âge de l'Univers, il faut donc préciser le type de mesure utilisé. L'Univers est un milieu relativement homogène et isotrope. Cela signifie qu'en un point donné, il est toujours possible d'avoir une trajectoire pour laquelle l'Univers apparaisse (à grande échelle) identique dans toutes les directions. Avec une relativement bonne approximation, une galaxie peut être considérée comme suivant une telle trajectoire. L'âge de l'Univers est donc la quantité qui aurait été mesurée par une horloge dont le mouvement suit celui d'une galaxie ou de la matière qui a contribué à sa formation.
Un ordre de grandeur de l'âge de l'Univers peut se déduire à partir de la mesure de son expansion. On observe en effet que les galaxies lointaines semblent animées d'un mouvement de récession par rapport à notre galaxie (la Voie lactée), et ce avec une vitesse d'autant plus grande que leur distance est importante. La spectroscopie permet de mesurer par effet Doppler la vitesse d'éloignement des galaxies. Par diverses méthodes, il est également possible de mesurer leur distance. L'observation révèle que la vitesse d'éloignement des galaxies est proportionnelle à leur distance en première approximation. La constante de proportionnalité ainsi trouvée est appelée constante de Hubble, traditionnellement notée H ou H0. Celle-ci est estimée par diverses méthodes qui donnent la valeur approchée de 71 km s−1 Mpc−1 à 1 % près (mesures du 26 janvier 2010), revue à 67,9 km s−1 Mpc−1 (mars 2013), puis à 67,4 ± 0,5 km s−1 Mpc−1 (juillet 2018). 
Si l'on considère que la vitesse de récession des galaxies est constante au cours du temps, alors il est possible d'estimer quand la matière qui a formé une galaxie donnée était dans notre voisinage immédiat. 

Cette durée t peut se calculer et vaut :
{\displaystyle t={\frac {1}{H_{0}}}}.
Avec les valeurs numériques données ci-dessus, on obtient  pour l'âge de l'Univers :
t =  ∼ 13,772 milliards d'années ou ∼ 14,400 milliards d'années ou ∼ 14,507 milliards d'années.
En réalité, la vitesse de récession des galaxies n'est pas constante au cours du temps. En particulier, elle était par le passé bien plus importante qu'aujourd'hui et a diminué pendant plusieurs milliards d'années. Par la suite s'est produit le phénomène de l'accélération de l'expansion de l'Univers, qui a vu la vitesse de récession des galaxies se mettre à augmenter. Les calculs précis, utilisant les équations de Friedmann et le modèle standard de la cosmologie, indiquent que ces deux effets se compensent à peu près, et que l'âge réel de l'Univers est très proche de la valeur de 14 milliards d'années donnée ci-dessus.

### Les résultats de DESI 2024
Il convient de comparer les âges de l'Univers dérivés des données de Planck 2018 avec celles obtenues avec DESI 2024 (Dark Energy Spectroscopic Instrument) , ainsi que de la constante de Hubble mesurée. À cette fin, le calcul de l'âge de l'univers à l'aide des données de Planck 2018 est présenté dans le tableau I et  les données DESI BAO+CMB et ΩΛ  obtenues à partir des données DESI BAO dans le tableau II .
I. Données de Planck 2018
| Paramètre | Valeur                      |
| H0        | (67,36 ± 0,54) km s−1 Mpc−1 |
| 1/H0      | (14,516 ± 0,1) Ga           |
| ΩΛ        | 0,6847 ± 0,0073             |
| TUniv     | (13,8 ± 0.1) Ga             |

II. Données de DESI 2024. Données DESI (DESI+BAO+CMB)
| Paramètre | Valeur                    |
| H0        | (68,3 ± 1,1) km s−1 Mpc−1 |
| 1/H0      | (14,316 ± 0.2) Ga         |
| ΩΛ        | 0,651 ± 0,06              |
| TUniv     | (13,2 ± 0,6) Ga           |

À titre de comparaison, l'âge des étoiles les plus anciennes connues est de 13,53 Ga, et concerne 2MASS J18082002−5104378, un système stellaire binaire, d’une très faible métallicité, à environ 1 950 al (600 pc) de la Terre.

### Tension de Hubble
La mesure de détermination locale de la constante de Hubble, H0, qui est de 73,04 ± 1,04 km s−1 Mpc−1, est incompatible avec la prédiction de la collaboration Planck à partir du fond diffus cosmologique de 67,4 ± 0,5 km s−1 Mpc−1 . La mesure locale dépasse le résultat de Planck+ΛCDM de 5σ (la probabilité de réconciliation des deux mesures est d'une chance sur 3,5 millions). Cette divergence est si célèbre qu'elle a un nom, la « tension de Hubble » . Résoudre cette divergence est d'importance, H0 étant un paramètre dérivé du modèle standard actuel de la cosmologie du Big Bang, le modèle ΛCDM. Elle peut potentiellement remettre en question l'âge donné à l'Univers.  

## Lire aussi